# John Cheyne
John Cheyne (Leith, 3 febbraio 1777 – Buckinghamshire, 31 gennaio 1836) è stato un pediatra scozzese.

## Biografia
Medico interessato in particolar modo alla pediatria, è ritenuto uno dei fondatori della medicina irlandese.
John Cheyne nacque a Leith, in Scozia, nel 1777. Si diplomò in medicina ad Edimburgo e prestò servizio nell'esercito inglese in Irlanda. Ritornato in Scozia, Cheyne passò i successivi nove anni aiutando il padre nel suo esercizio, studiando anatomia patologica e facendo dissezioni con Charles Bell. Durante questo periodo si interessò particolarmente alle malattie dei bambini e il suo primo libro Essays on the Diseases of Children fu pubblicato nel 1801 ad Edimburgo. Quest'opera contiene capitoli sul croup, sulla patologia della laringe e dei bronchi, sulle affezioni dell'intestino e sull'idrocefalo acuto.
Cheyne si stabilì a Dublino nel 1809, fu nominato medico del Meath Hospital e due anni dopo fu nominato professore di medicina nel College of Surgeons. Ebbe molto successo nell'esercizio, e studioso di anatomia patologica, fu eccellente docente e si interessò molto ai problemi dell'istruzione medica. Egli è generalmente ritenuto il fondatore della Scuola irlandese di medicina.
Durante la sua attività professionale a Dublino scrisse libri sull'apoplessia, sull'idrocefalo ed un'importante monografia sulla febbre tifoide che fece strage a Dublino dal 1817 al 1818.